# エスタディオ・マルビナス・アルヘンティナス
エスタディオ・マルビナス・アルヘンティナス（Estadio Malvinas Argentinas）はアルゼンチン・メンドーサに所在する球技場。1978年のFIFAワールドカップ会場で、1988年に開催されたヒューマンライツ・ナウ!の公演会場でもあった。
2011年にはコパ・アメリカの準決勝などが行われ、2012年にはザ・ラグビーチャンピオンシップの南アフリカ戦が開催された。